# مارتن بولوك
مارتن بولوك (بالإنجليزية: Martin Bullock)‏ (5 مارس 1975 بدربي في المملكة المتحدة - ) هو لاعب كرة قدم بريطاني في مركز الوسط. شارك مع منتخب إنجلترا تحت 21 سنة لكرة القدم. أما مع النوادي، فقد لعب مع بورت فايل وماكليسفيلد تاون ونادي بارنسلي ونادي بلاكبول ووايتاكيري يونايتد وEastwood Town F.C. ‏ وويكمب وندررز.

## وصلات خارجية
- مارتن بولوك على موقع قاعدة بيانات كرة القدم.إي يو (الإنجليزية)
- مارتن بولوك على موقع Soccerbase.com (لاعب) (الإنجليزية)
- مارتن بولوك على موقع عالم كرة القدم.نت (الإنجليزية)